# Evangeliska Kristuskyrkan
Evangeliska Kristuskyrkan (kroatiska: Evangelička Kristova crkva) är en kulturminnesskyddad evangelisk-luthersk kyrka i Opatija i Kroatien. Den uppfördes åren 1902–1904 i nyromansk stil enligt ritningar av den österrikiske arkitekten Carl Seidl.

## Historik
Den evangelisk-lutherska kyrkans verksamhet i Opatija spår sina rötter från år 1895 då staden var en av turister välbesökt österrikisk-ungersk kurort. Staden besöktes frekvent av den österrikiska societeten och flera villor, sommarresidens och hotell uppfördes i Opatija i slutet av århundradet. År 1885 invigdes Hotel Kronprinzessin Stephanie (nuvarande Hotel Imperial). I en av hotellets lokaler hölls gudstjänster för den lokala lutherska församlingen som då uppgick till tolv personer. Periodvis kunde gudstjänsterna dock besökas av uppemot 100 troende varpå behovet av en ny lokal och egen kyrkobyggnad uppstod.
Med hjälp av bland annat privata donationer från adelsmän och ekonomiska bidrag av tyska och österrikiska Gustav-Adolf-stiftelser lades år 1902 grundstenen till den nya kyrkan. I ceremonin närvarade den dåvarande storhertigen av Luxemburg. Kyrkan invigdes den 23 april 1904. Vid den officiella invigningsceremonin närvarade bland annat den österrikiska kejsaren och kungen av Kroatien Frans Josef I, storhertigen Adolf av Luxemburg och hans gemål Adelheid av Anhalt-Dessau, Sveriges och Norges kung Oscar II och hans gemål Sofia av Nassau med flera. I samband med invigningen gav den svensk-norske kungen en ny bibel i gåva till kyrkan medan Rumäniens drottning Elisabet gav en orgel.

## Arkitektur och beskrivning
Evangeliska Kristuskyrkan är en kvalitativ arkitektonisk och urbanistisk konstruktion samt en av de mest representativa verken av arkitekten Seidl som senare även ritade planerna till Jungfru Marie bebådelsekyrkan i Opatija. Terrängen i den västligaste delen av Opatija är mycket brant vilket Seidl mycket skickligt utnyttjade vid placeringen av kyrkan på en upphöjd kulle. På slätten under kullen finns en anlagd trädgård i romantisk stil.
Evangeliska Kristuskyrkas är en enskeppig kyrka med en rektangulär absid. Den har en fasad av murtegel och detaljer (såsom sockel, fönsterkarmar, pelare, blinda arkader och hörnpilastrar) i huggen sten. Dess klocktorn är delvis inbyggt i konstruktionen.    